# 中華路 (旗山區)
中華路（Zhonghua Rd.）是高雄市旗山區的南北向主要幹道。起端於延平一路口，末端止於旗南一路口。本道路是旗山市區的外環道路，並且有三個公路省道編號，從延平一路至旗屏路口屬台3線、延平二路至中學路口屬台28線、延平一路至旗南一路口屬台29線。其中，台3、台28、台29在延平二路至中學路口之路段共線。由於中華路沿台3線可以南來北往到台南市、屏東縣；台28線轉接中學路可前往田寮、轉延平二路可前往美濃；台29線往北可通往杉林、甲仙及那瑪夏，往南至嶺口、大樹可轉接國道十號嶺口交流道上高速公路，故在高雄旗山地區的交通地位日益重要。

## 行經行政區域
- 旗山區

## 沿線設施
（由北至南）
- 延平一路
- 廣聖醫院
- 麥當勞旗山店
- 高雄市私立超群幼兒園
- 延平二路、旗山橋
- 中學路
- 衛生福利部旗山醫院（中學路60號）
- 旗山合清宮
- 燦坤旗山店
- 旗屏路、新旗尾橋
- 啄木鳥藥局旗山店
- 大明橋
- 匯豐汽車旗山保養廠
- 三協橋
- 旗南一路

## 公共自行車
- 高雄市公共自行車租賃系統：
  - 洪厝公園：中華路/延平一路
  - 中華光復一街口：中華路998號(對側人行道)

## 公車資訊
- 高雄客運
  - H11 桃源－寶來－六龜－義大－長庚
  - H12 桃源－榮總－高醫
  - H21 那瑪夏－甲仙－上平－旗山－中洲－榮總－高醫
  - H22 那瑪夏－旗山－義大－長庚
  - H31 旗山－多納